# Druivenbladroller
De druivenbladroller (Lobesia botrana) is een nachtvlinder uit de familie Tortricidae, de bladrollers. De spanwijdte van de vlinder bedraagt tussen de 12 en 13 millimeter. De soort komt verspreid over Zuid-Europa, Noord-Afrika, Klein-Azië en het gebied rond de Kaukasus voor.

## Taxonomie
De druivenbladroller hoort tot het ondergeslacht Lobesia en wordt daarom soms weergegeven als Lobesia (Lobesia) botrana

## Waardplanten
De druivenbladroller is polyfaag. De soort is vooral bekend als plaaginsect op druiven in de wijnteelt.

## Voorkomen in Nederland en België
De druivenbladroller is in Nederland nooit waargenomen. Uit België zijn alleen waarnemingen van voor 1980 bekend uit Brabant.